# Gunnar Lindman

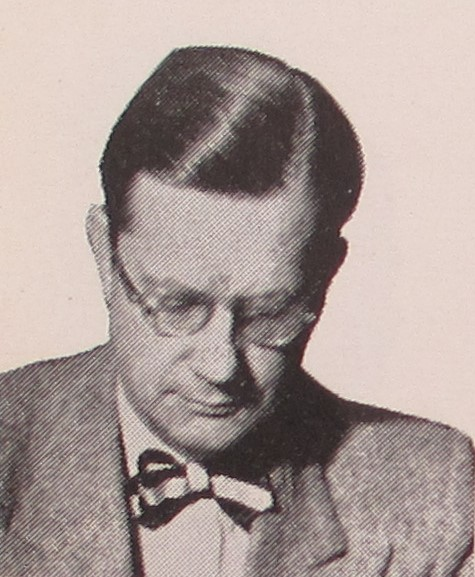
Gunnar Lindman.

Axel Gunnar Lindman, född 10 maj 1912 i Stockholm, död 20 augusti 2000 i Bromma, var en svensk arkitekt och professor i stadsbyggnad.

## Biografi
Lindman avlade studentexamen i Linköping 1930, arkitektexamen vid Kungliga Tekniska högskolan 1936 och vid Kungliga Konsthögskolan 1938. Han företog studieresor till Finland 1944 och 1946, Tyskland 1930, 1936 och 1938, Tjeckoslovakien 1935, Frankrike 1938, Italien 1938 och 1939 samt Nederländerna, Belgien och Schweiz 1939. Han var anställd i arkitektfirman Ahlbom-Malm 1936, på Kooperativa förbundets arkitektkontors 1937, vid Svenska Institutet i Rom 1938–39, Byggnadsstyrelsen 1939–42, länsarkitektkontoret i Stockholms län 1942–44, Vattenbyggnadsbyrån 1944–46, var assistent i stadsbyggnad vid Kungliga Tekniska högskolan 1940–45, stadsplanechef i Malmö stad 1946–56, arkitekt och avdelningschef vid Vattenbyggnadsbyrån från 1957–63 och styrelseledamot däri 1958-1977. Han var professor i stadsbyggnad vid Kungliga Tekniska högskolan 1964–69.
Som egen företagare utförde Lindman Lunnevads folkhögskola, ett flertal hyreshus och villor samt stadsplaner, erhöll ensam och i samarbete med kollegor flera pris och inköp i allmänna arkitekttävlingar, bland annat första pris i tävling om stadsplan för Gubbängen i Stockholm 1943, Guldheden i Göteborg 1945 och tidskriften Hem i Sveriges tävling om villabyggnader 1945.
Lindman var sekreterare i Svenska Arkitekters Riksförbund 1945–46, styrelseordförande i Skånsk Byggtjänst AB 1954–56, expert i zonexpropriationsutredningen 1951–52, i markvärdeutredningen 1955–57, Bostadsstyrelsen och Byggnadsstyrelsens råd för översiktlig planläggning från 1953, styrelseledamot i Statens institut för byggnadsforskning 1960–74 och ordförande i Föreningen för Samhällsplanering 1962–64. Han invaldes som ledamot av Ingenjörsvetenskapsakademien 1970. Han författade Generalplan för Malmö (1959) och uppsatser i tekniska tidskrifter.

## Verk i urval

### Byggnader

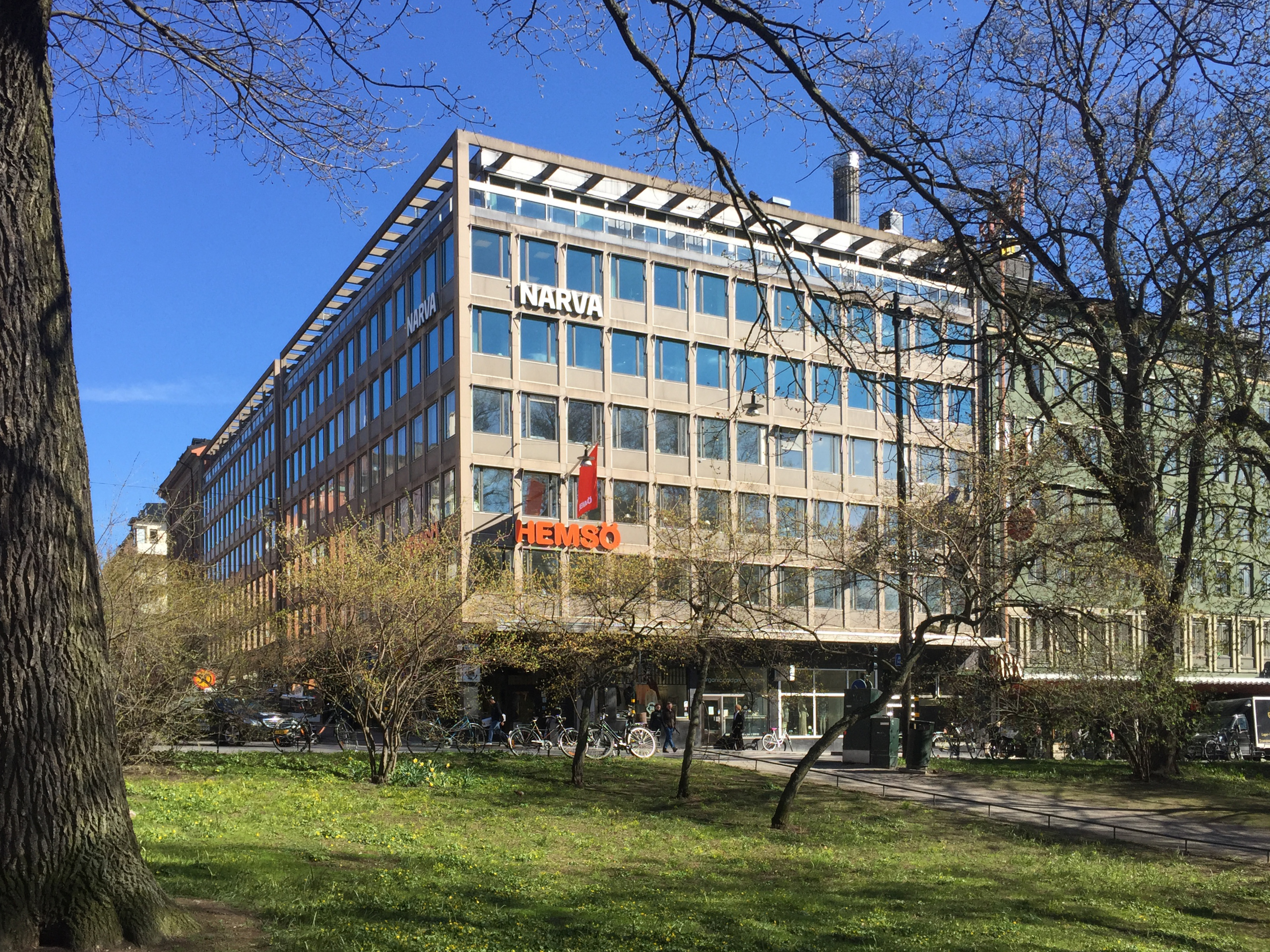
Kontorshus för VBB, Stockholm

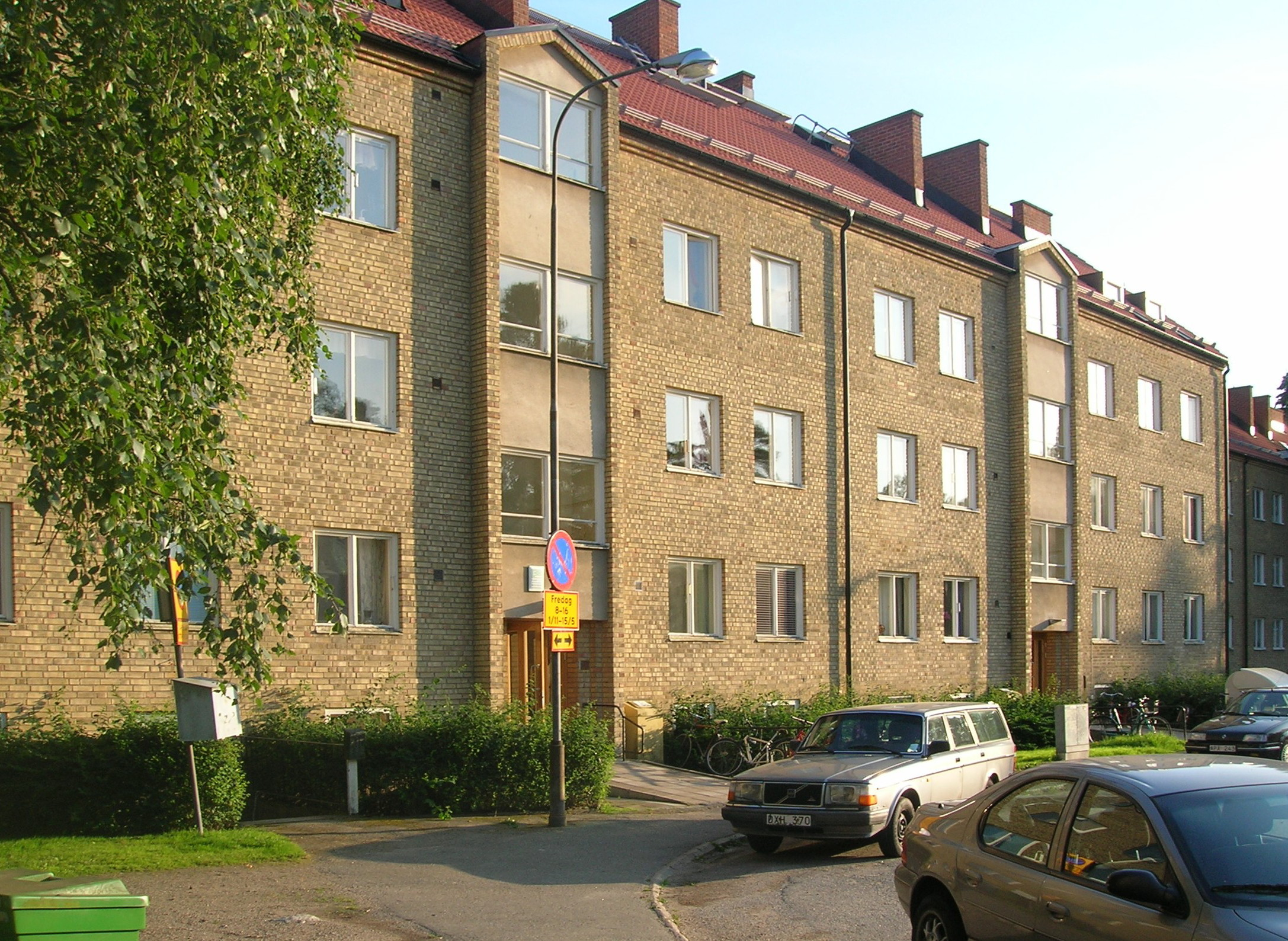
Malmöhuset i Svedmyra

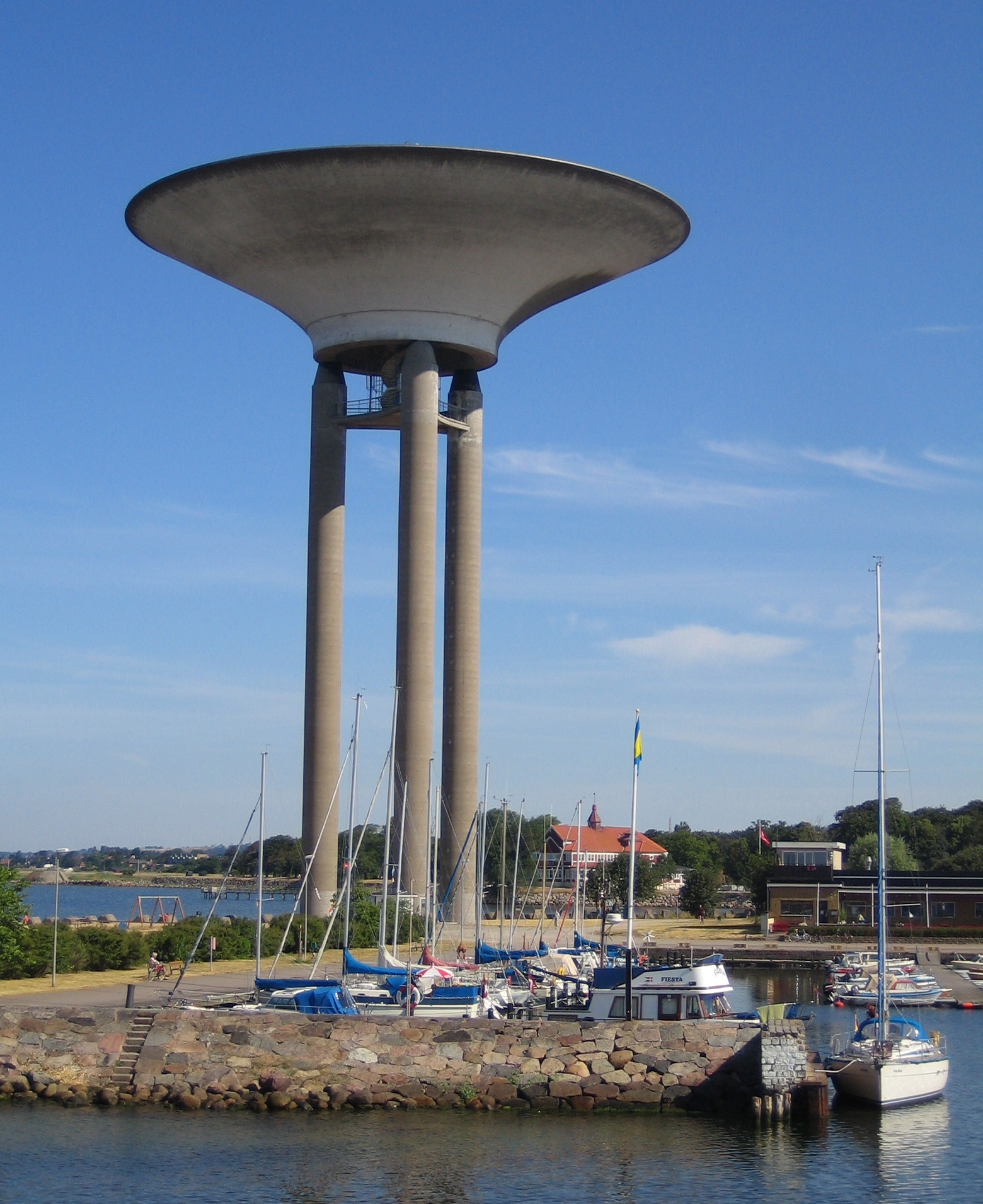
Vattentornet i Landskrona

- Östergötlands läns folkhögskola i Lunnevad 1937-1940.
- Malmöhuset i den s.k. Trestadsutredningen uppfört i Stockholm, Göteborg och Malmö 1951.
- Kontorshus för VBB, Linnégatan 2, Stockholm 1961-1964, tillsammans med Hans Trygg VBB.
- Täby centrum 1961-1965.
- Väla centrum 1967-1970.
- Köpmannavaruhuset Kompassen, Göteborg 1970-1971, tillsammans med Lolle Lundquist VBB.
- Hallunda centrum 1973, tillsammans med Lolle Lundquist VBB
- Gallerian, Stockholm 1974-1975, tillsammans med arkitektfirman Malmquist och Skogh, Lolle Lundquist VBB.
- Butikscentrum i Sätra, Stockholm 1968, tillsammans med Åke Arell.
- Bostäder i Bosvedjan, Sundsvall 1964-1966 och i Kronoparken, Karlstad 1967-1970, tillsammans med Bengt Arvidsson.*
- Skiss till Hotel Intercontinental, Kiev, Ukraina 1972-1974.
- Byggnader till Vattenverk, Eskilstuna 1945.
- Byggnader till Vattenverk i Amman, Jordanien 1964.
- Byggnader till Avloppsreningsverket Bekkelaget, Oslo 1958-1960.
- Byggnader till Avloppsreningsverk i Malmö 1973-1974, tillsammans med Hans Trygg VBB.
- Vattentorn i Ljungby 1959, Helsingborg 1959 och Landskrona 1958-1965.
- Byggnader till kraftstation i Hovetorp 1961, Slattefors 1961.

### Planarbeten
- Generalplan för Malmö och 190 stadsplaner och stadsplaneändringar i Malmö bland annat Östra industrihamnen och bostadsområdena Augustenborg, Mellanheden, Lorensberg, Persborg, Östra Fäladen och Blekingsborg 1946-1956.
- Skiss till generalplan för Inga New Town 1957, tillsammans med H Mjöberg VBB.
- Skiss till alternativ stadsplan för Sergels torg med omgivning 1957-1958, tillsammans med S Lindström VBB.
- Stadsplan Solna, Hagalund norra 1957-1959 och Hagalund södra 1959-1961.
- Stadsplan Lamcostäderna Yekepa (Nimba) och Buchanan i Liberia.
- Stadsplan Gislöv, Trelleborg 1960-1963, tillsammans med Hans Trygg VBB.
- Stadsplan Mårtens fälad, Lund.
- Regionplan för Västeråsbygden, tillsammans med Bengt Arvidsson VBB.
- Stadsplan Vallby, Västerås 1961-1966, tillsammans med Arvo Nenn VBB.
- Stadsplan Bosvedjan, Sundsvall 1964-1966.
- Dispositionsplan Ryd, Linköping 1963-1964.
- Dispositionsplan Ektorp, Norrköping 1964, tillsammans med Åke Arell VBB.
- Stadsplan SAF:s bostadsområde S:t Augustin, Kanarieöarna, Spanien 1962, tillsammans med Stig Egnell VBB.
- Stadsplan Orrholmen, Karlstad 1963-1967, tillsammans med Bengt Arvidsson VBB.
- Stadsplan Kronoparken, Karlstad 1967-1970, tillsammans med Bengt Arvidsson VBB.
- Skiss till stadsplan för industriområde i Tammerfors, Finland 1970.
- Dispositionsplan Bolinder Munktell, Eskilstuna 1970.
- Dispositionsplan för Astras industriområden i Södertälje och Helsingfors, Finland 1972.
- Dispositionsplan Walbecks fabriker, Linköping 1972.
- Skisser till Generalplan och stadsplan för gruvstaden Kostamos, Ryssland 1973.
- Plan och byggnader till Uranverket i Ranstad, tillsammans med teknologie doktor Bengt Gustavsson m fl VBB.